# Cerdistus luctificus
Cerdistus luctificus là một loài ruồi trong họ Asilidae. Cerdistus luctificus được Walker miêu tả năm 1851.